# Shin Dong-bin

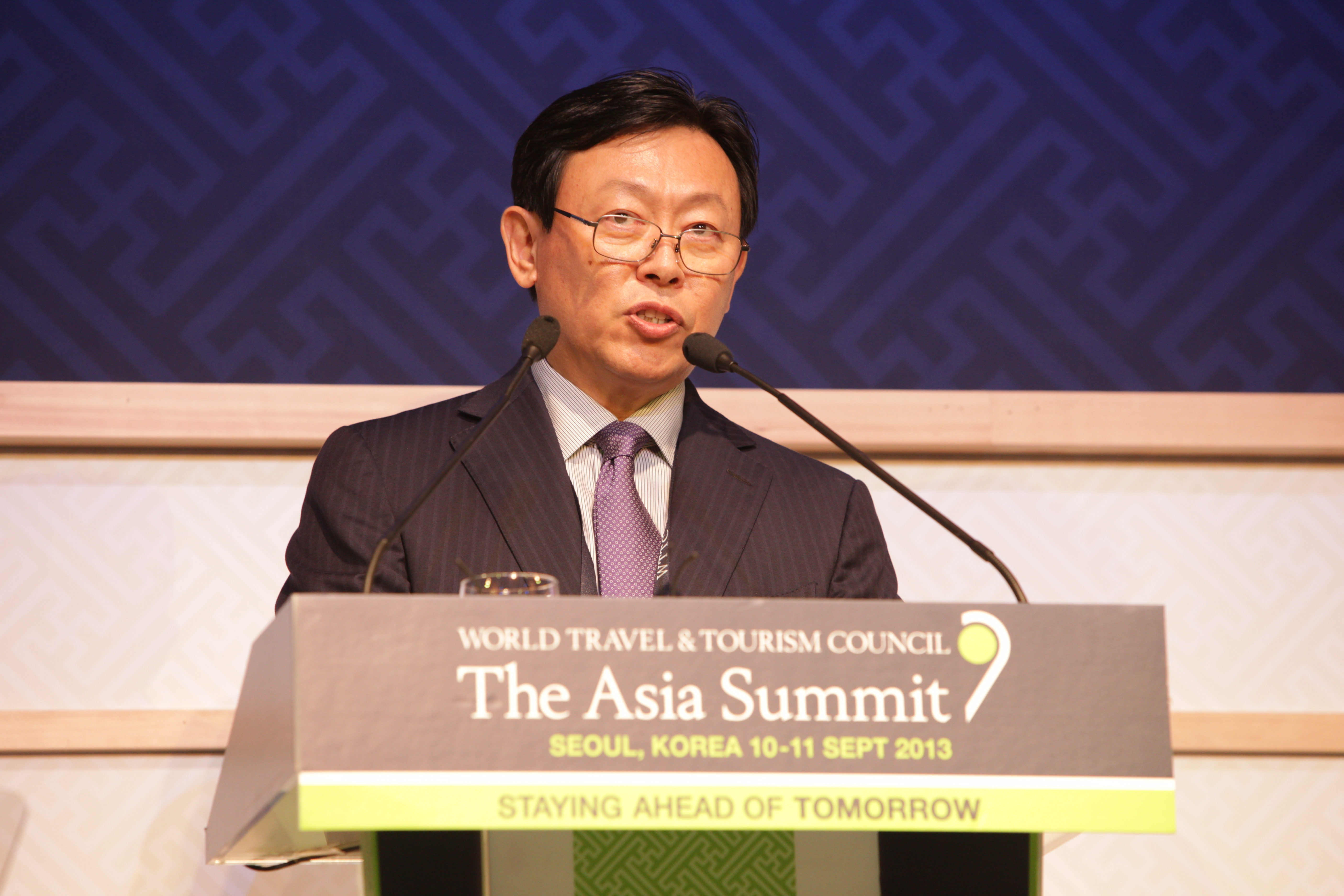
Shin Dong-Bin, em 2010

Shin Dong-bin ou Akio Shigemitsu (14 de fevereiro de 1955) é um empresário sul coreano, herdeiro do Lotte Group.

## História
Shin Dong-bin é o segundo filho de Shin Kyuk-ho nascido em Ulsan, que começou a empresa Lotte em 1948.